# Pedro Sporleder
Pedro Luis Sporleder (Buenos Aires, 2 gennaio 1971) è un ex rugbista a 15, dirigente d'azienda e imprenditore argentino, al 2009 terzo maggior selezionato internazionale del suo Paese con 77 test match con la maglia dell'Argentina.

## Biografia
L'intera carriera di Pedro Sporleder è legata al Curupaytí, club in cui militò fino al 2007.
In Nazionale argentina Sporleder esordì durante un tour di fine anno del 1990, a Lansdowne Road contro l'Irlanda; nel corso dello stesso tour scese in campo anche a Twickenham contro l'Inghilterra e a Murrayfield contro la Scozia.
Il suo quarto e quinto incontro internazionale furono altresì due test match contro la Nuova Zelanda a Buenos Aires nel luglio 1991, e poche settimane dopo, contro il Cile, Sporleder vinse il primo dei suoi sette campionati Sudamericani; a seguire fu convocato per la Coppa del Mondo di rugby 1991 in Inghilterra, la prima delle quattro cui prese parte.
Presente anche in Sudafrica per la Coppa del Mondo di rugby 1995, rischiò di saltare l'edizione 1999 per motivi disciplinari: il 1º agosto precedente, infatti, durante un incontro con lo Champagnat, nel campionato provinciale dell'URBA, lui e il suo compagno di squadra Mario Ledesma si resero responsabili di offese all'arbitro, cosa che costò ai due rispettivamente 16 e 24 settimane di squalifica, che avrebbero significato anche inibizione dall'attività internazionale; dal momento che la sospensione dall'attività sarebbe durata ben oltre il termine della Coppa del Mondo di rugby 1999, ci si adoperò a livello politico e federale per evitare ai due rugbisti quantomeno il bando internazionale, e della vicenda si occupò anche l'allora presidente argentino Carlos Menem il quale chiese all'URBA se i regolamenti permettessero di ridurre o differire la squalifica inflitta loro.
Infine si giunse a una soluzione di compromesso: a seguito della presentazione di una lettera di scuse da parte di Sporleder e Ledesma per il comportamento da essi tenuto nei confronti del direttore di gara, la federazione provinciale di Buenos Aires e quella nazionale giunsero a un accordo: quest'ultima decise che la squalifica inflitta dalla prima rimaneva valida, ma sarebbe stata sospesa a partire dal 26 settembre 1999, ultima giornata del campionato provinciale di Buenos Aires, e il residuo sarebbe stato scontato a partire dall'inizio della stagione successiva, sì da rendere disponibili i due giocatori per la federazione nazionale che così poterono essere convocati per la Coppa; in tale edizione della competizione, comunque, Sporleder fu schierato solo in una delle cinque partite in cui l'Argentina fu impegnata.
L'ultima apparizione internazionale di Sporleder fu nell'ottobre 2003 a Sydney contro la Romania, nel corso della Coppa del Mondo di rugby 2003, la sua quarta consecutiva; furono 78 le presenze con i Pumas, di cui 77 test match e un'esibizione contro una selezione del Resto del Mondo a Buenos Aires; è terzo in tale classifica tra i giocatori argentini dopo Lisandro Arbizu (87) e Rolando Martín (86).
Al suo attivo anche la presenza nel prestigioso club britannico a inviti dei Barbarians.
Sporleder ha svolto attività rugbistica solo a livello dilettantistico: di professione è stato dapprima dirigente nel ramo assicurativo, poi nel private banking; ha lavorato anche nel ramo immobiliare e turistico e, più recentemente, si è dedicato a quello alimentare e della ristorazione: è infatti vicepresidente del gruppo Bechamel Catering; è attivo anche nel sociale, da vice-tesoriere di un'associazione argentina di sostegno ai malati affetti da miastenia.
Dal 2008 Sporleder è coinvolto, insieme ad altre personalità del mondo sportivo e non, in un'indagine penale e tributaria da parte della magistratura federale argentina: secondo i giudici, infatti, egli sarebbe uno dei diversi soggetti che tra il 2004 e il 2007 avrebbero acquistato una o più autovetture da personale vario di ambasciate straniere, che grazie al proprio passaporto diplomatico avrebbe importato veicoli nel Paese (sotto forma di dotazioni di servizio) aggirando le norme fiscali e sulla prima immatricolazione; altri sportivi famosi coinvolti nell'indagine sono i calciatori Aldo Duscher e Juan Sebastián Verón, e l'indagine è tesa a scoprire l'eventuale esistenza di una rete di vendita clandestina; gli inquirenti comunque hanno preso in considerazione la circostanza che gli acquisti suddetti possano essere stati fatti in buona fede.

## Palmarès
- Campionati sudamericani: 7
Argentina: 1991, 1993, 1995, 1997, 1998, 2002, 2003